# Îles Arch
Pour les articles homonymes, voir Jason (homonymie).
Les îles Arch, (en anglais : Arch Islands) sont un groupe de petites îles, au large de Port Albemarle à l'extrémité sud-ouest de la Grande Malouine.

## Administration
Les îles sont administrées par le Royaume-Uni dans le cadre du Territoire britannique d'outre-mer des îles Falkland. Elle est revendiquée par la République argentine, qui en fait une partie du Département des îles de l'Atlantique Sud dans la province de Terre de Feu, Antarctique et îles de l'Atlantique sud.

## Description
Elles sont inhabitées et ne sont accessibles que par de petites embarcations. Son nom en anglais fait référence à une arche naturelle (arch) trouvée dans le plus grand des îlots, à travers laquelle un petit bateau peut passer.
Les noms anglais de ces îlots sont les suivants :
- Big Arch Island
- Clump Island
- Tussac Island
- Pyramid Rock
- Last Rock
- Albemarle Rock

Le gouvernement britannique des îles Falkland a déclaré le petit archipel réserve naturelle nationale en 1978.